# 妙妙熊歷險記
《妙妙熊歷險記》（英語：Disney's Adventures of the Gummi Bears）是美國1985年製作的卡通影集，於1985年9月14日至1991年2月22日播映，全94集。

## 劇集列表
以下劇集按照首播順序排列（不包括首播後的任何重播）
| 顏色 | 主題   |
| ---- | ------ |
|      | 第一期 |
|      | 第二期 |
|      | 第三期 |
|      | 第四期 |
|      | 第五期 |
|      | 第六期 |

## 外部連結
- Gummi Bears page (Walt Disney)（页面存档备份，存于）
- BCDB List of episodes
- The Great Site of Gummi（页面存档备份，存于）
- 互联网电影数据库（IMDb）上《Adventures of the Gummi Bears》的资料（英文）